# Codakia orbicularis
Codakia orbicularis là một loài thân mềm hai mảnh vỏ trong họ Lucinidae. Nó có thể được tìm thấy dọc theo bờ biển Đại Tây Dương của Bắc Mỹ, phạm vi từ Florida tới West Indies.